# آسینگهاوزن
آسینگهاوزن دهکده‌ای در شهرستان هوخس‌آور لند کرایس و در ایالت نوردراین-وستفالن آلمان است.